# Superpuchar Portugalii w piłce siatkowej mężczyzn (1998)
Superpuchar Portugalii w piłce siatkowej mężczyzn 1998 – 10. edycja rozgrywek o Superpuchar Portugalii rozegrana w dniach 3-4 października 1998 roku w Pavilhão Municipal w Bragançy. W rozgrywkach udział wzięły cztery kluby: Castêlo da Maia GC, CD Nacional, Esmoriz GC oraz SC Espinho.
Po raz trzeci zdobywcą Superpucharu Portugalii został SC Espinho.

## Drużyny uczestniczące
| Drużyna            | Osiągnięcia w sezonie 1997/1998            |
| ------------------ | ------------------------------------------ |
| SC Espinho         | mistrzostwo i zdobycie Pucharu Portugalii  |
| Castêlo da Maia GC | wicemistrzostwo i finał Pucharu Portugalii |
| Esmoriz GC         | 3. miejsce w mistrzostwach Portugalii      |
| CD Nacional        | 5. miejsce w mistrzostwach Portugalii      |

## Rozgrywki

### Drabinka
|  | Półfinały          | Półfinały  |   |             | Finał              | Finał |  |
|  |                    |            |   |             |                    |       |  |
|  |                    |            |   |             |                    |       |  |
|  | SC Espinho         | 3          |   |             |                    |       |  |
|  | CD Nacional        | 0          |   |             |                    |       |  |
|  |                    |            |   |             |                    |       |  |
|  |                    |            |   |             |                    |       |  |
|  |                    |            |   |             | SC Espinho         | 3     |  |
|  |                    | Esmoriz GC | 0 |             |                    |       |  |
|  |                    |            |   |             |                    |       |  |
|  |                    |            |   |             |                    |       |  |
|  |                    |            |   |             | Mecz o 3. miejsce  |       |  |
|  |                    |            |   |             |                    |       |  |
|  | Castêlo da Maia GC | 2          |   | CD Nacional | 0                  |       |  |
|  | Esmoriz GC         | 3          |   |             | Castêlo da Maia GC | 3     |  |

### Półfinały
| Data       | Godzina | Drużyna 1          | Wynik | Drużyna 2   | Set 1 | Set 2 | Set 3 | Set 4 | Set 5 |
| ---------- | ------- | ------------------ | ----- | ----------- | ----- | ----- | ----- | ----- | ----- |
| 03.10.1998 | 15:30   | SC Espinho         | 3:0   | CD Nacional | 15:8  | 15:1  | 15:10 |       |       |
| 03.10.1998 | 17:30   | Castêlo da Maia GC | 2:3   | Esmoriz GC  | 10:15 | 15:3  | 15:9  | 7:15  | 13:15 |

### Mecz o 3. miejsce
| Data       | Godzina | Drużyna 1   | Wynik | Drużyna 2          | Set 1 | Set 2 | Set 3 | Set 4 | Set 5 |
| ---------- | ------- | ----------- | ----- | ------------------ | ----- | ----- | ----- | ----- | ----- |
| 04.10.1998 | 11:00   | CD Nacional | 0:3   | Castêlo da Maia GC | 13:15 | 8:15  | 8:15  |       |       |

### Finał
| Data       | Godzina | Drużyna 1  | Wynik | Drużyna 2  | Set 1 | Set 2 | Set 3 | Set 4 | Set 5 |
| ---------- | ------- | ---------- | ----- | ---------- | ----- | ----- | ----- | ----- | ----- |
| 04.10.1998 | 17:00   | SC Espinho | 3:0   | Esmoriz GC | 15:8  | 15:6  | 15:10 |       |       |

## Klasyfikacja końcowa
| Miejsce | Drużyna            |
| ------- | ------------------ |
| 1       | SC Espinho         |
| 2       | Esmoriz GC         |
| 3       | Castêlo da Maia GC |
| 4       | CD Nacional        |